# Melissa Fumero
Melissa Fumero est une actrice américaine, née Gallo le 19 août 1982 à North Bergen (New Jersey). Elle devient célèbre en jouant le personnage d'Amy Santiago dans la série télévisée Brooklyn Nine-Nine de 2013 à 2021.

## Biographie
Melissa Fumero (née Melissa Gallo) naît à North Bergen, dans le New Jersey, le 19 août 1982. Elle est la fille d'un couple cubain. Son père Carlos Gallo est professeur de mathématiques et sa mère Martha Gallo est coiffeuse. Ses parents émigrent aux États-Unis lorsqu'ils sont adolescents. Elle grandit à Guttenberg puis déménage à l'âge de six ans à Lyndhurst. 
À l'âge de dix-neuf ans, Melissa Gallo déménage à New York après avoir été acceptée à l'université de New York. En 2003, elle sort diplômée en licence des beaux-arts.

## Carrière

### Débuts et révélation (années 2000)
Melissa Gallo fait ses débuts en tant qu'actrice à l'âge de vingt-deux ans juste après sa sortie de l'Université de New-York. Elle obtient son premier rôle cinq heures après avoir été diplômée, dans la série télévisée On ne vit qu'une fois. Elle incarnera le rôle d'Adriana Cramer (en), la fille de Dorian Cramer Lord, de 2004 à 2011.
De 2007 à 2010, elle apparaît dans cinq épisodes de Gossip Girl dans la peau de Zoe, l'une des séides de Blair Waldorf.
En 2009, elle incarne le rôle de Melissa dans le film Tucker Max : Histoires d'un serial fucker, réalisé par Bob Gosse. Le film reçoit des critiques mitigées et est considéré comme l'un des pires films de 2009. La même année, elle apparaît dans les séries Important Things with Demetri Martin (en) et Haute & Bothered.

### Confirmation internationale (années 2010)
En 2010, elle apparaît dans l'un des épisodes de la série télévisée Mentalist. Les deux années suivantes, elle joue dans un épisode des séries télévisées Royal Pains et Les Experts : Manhattan.
Ses apparitions en tant que personnage secondaire l'ont fait connaître du grand public, mais sa carrière prend une tout autre tournure, en 2013, lorsqu'elle décroche le rôle du lieutenant Amy Santiago dans la série Brooklyn 99. La série est diffusée entre le 17 septembre 2013 et le 20 mai 2018 sur le réseau Fox et entre le 10 janvier 2019 et le 16 septembre 2021 sur le réseau NBC.  
Pour sa première saison, la série remporte en 2014 le Golden Globe de la meilleure série télévisée musicale ou comique à la surprise de certains commentateurs. Melissa Fumero remporte par ailleurs, en 2015, un NHMC Impact Awards dans la catégorie « réalisations et contributions exceptionnelles à l'image positive des Latinos dans les médias » et trois nominations dans la catégorie « meilleure actrice dans une série télévisée » au Imagen Awards en 2015, 2016 et 2019. 
En 2019, elle joue le rôle de Estrellita dans la série télévisée Au fil des jours, dans l'un des épisodes aux côtés de sa co-star Stephanie Beatriz (l'interprète de Rosa Diaz dans Brooklyn Nine-Nine).

## Vie privée
Le 9 décembre 2007, elle s'est mariée à sa co-vedette de la série On ne vit qu'une fois, David Fumero, et se fait depuis appeler Melissa Fumero,.
Le 24 mars 2016, une heure avant que la chaine FOX renouvelle Brooklyn Nine-Nine pour une quatrième saison, elle donne naissance à un garçon nommé Enzo.
En novembre 2019, sur Instagram, elle annonce sa seconde grossesse que les producteurs choisissent d'intégrer à la série Brooklyn Nine-Nine. Le 14 février 2020, naît son deuxième fils, Axel.

## Filmographie

### Cinéma
- 2007 : Descent : Fille du dortoir #2 (non-créditée)[17]
- 2009 : Tucker Max : Histoires d'un serial fucker : Melissa
- 2009 : Tiny Dancer : Ati (Crédité en tant que Melissa Gall)
- 2013 : The House That Jack Built : Lily
- 2017 : DriverX : Jessica
- 2019 : A Stone in the Water : Alex

### Télévision

#### Séries télévisées
- 2004-2011 : On ne vit qu'une fois : Adriana Cramer (en)
- 2005 : La Force du destin : Adriana Cramer (en)
- 2009 : Important Things with Demetri Martin : April
- 2010 : Gossip Girl : Zoe
- 2010 : Mentalist : Carmen Reyes
- 2011 : Royal Pains : Brooke
- 2012 : Les Experts : Manhattan : Michelle Rhodes
- 2013 : Men at Work : April
- 2013-2021 : Brooklyn Nine-Nine : Amy Santiago
- 2015-2019 : Hollywood Game Night : elle-même
- 2016 : Mack & Moxy : The Admirable
- 2019 : Au fil des jours : Estrellita
- 2019–2020 : Elena of Avalor : Antonia (voix)
- 2020 : She-Ra et les Princesses au pouvoir : Starla (voix)
- 2020 : Les Green à Big City : Cantaloupe Sinclair (voix)
- 2020 : Room 104 : Eva
- 2022 : Blockbuster : Eliza Walker
- 2025 : Grosse Pointe Garden Society : Birdie

#### Téléfilms
- 2019 : The Play Date : Emma

#### Émissions de télévision
- 2014 : Top Chef Duels
- 2017 : Hell's Kitchen
- 2018 : The $100,000 Pyramid
- 2020 : Match Game
- 2019 : America's Got Talent: The Champions

### Web
- 2009 : Haute & Bothered : Jo
- 2011 : Half Empty : Jill
- 2017 : Mourners, Inc. : Monica Herrera
- 2018 : Stolen Hearts : Erica

### Livres audio
- 2018 : The Land I Lost (Ghosts of the Shadow Market 7) : Narratrice